# Kühne Logistics University
KLU (Kühne Logistics University) to akredytowana uczelnia z siedzibą w Hamburgu, kształcąca menedżerów o silnym zapleczu operacyjnym i umiejętnościach opartych na kluczowych obszarach kompetencji uniwersytetu, którymi są transformacja cyfrowa, zrównoważony rozwój i przedsiębiorczość. KLU stawia szczególny nacisk na logistykę i zarządzanie łańcuchem dostaw poprzez działalność badawczą i dydaktyczną, przy wsparciu Kühne Foundation.

## Historia

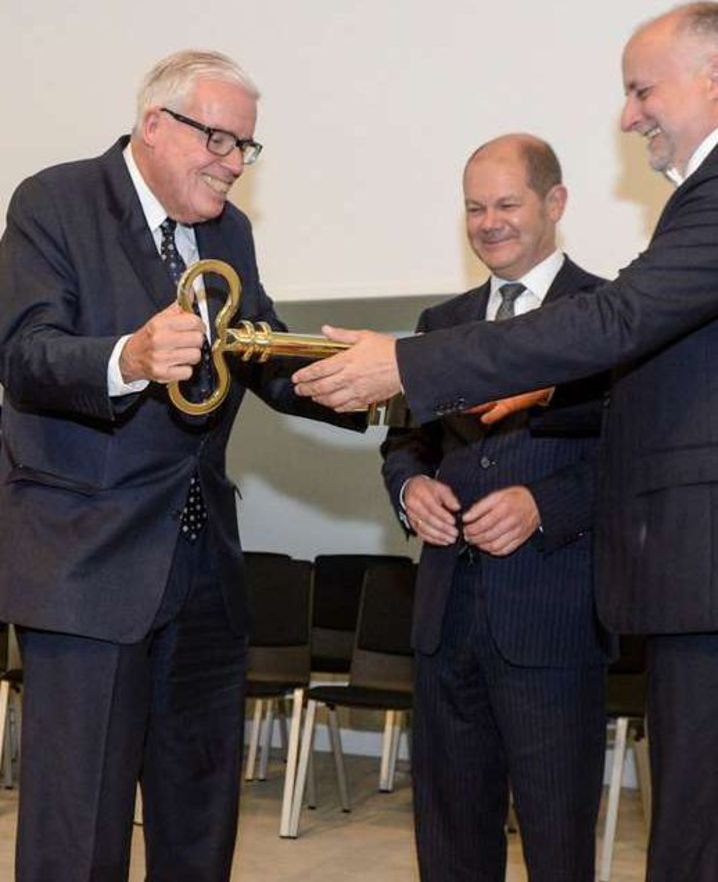
Klaus-Michael Kühne – Olaf Scholz

KLU został założony w 2010 roku przez Klausa-Michaela Kühne i jego fundację Kühne Foundation z siedzibą w Schindellegi w Szwajcarii. W 2013 roku ówczesny burmistrz Hamburga Olaf Scholz dokonał otwarcia kampusu uniwersyteckiego w hamburskim HafenCity. W 2016 roku, razem ze szkołą zarządzania i biznesu INSEAD, KLU otworzyło centrum logistyki humanitarnej. W 2021 roku KLU został uznany za najlepszy uniwersytet na świecie przez Studyportals. KLU ma w planach otwarcie kilku kampusów w Azji, Ameryce Łacińskiej i Afryce.

## Rankingi
Wszystkie kursy KLU są akredytowane przez powszechnie uznawany w krajach niemieckojęzycznych organ akredytacyjny Foundation for International Business Administration Accreditation (FIBAA). Na podstawie wyłącznie ocen studentów w 2021 roku KLU otrzymało wyróżnienie Global Student Satisfaction Award od Studyportals.

## Uczelnie partnerskie
- EM Strasbourg Business School
- Narodowy Uniwersytet Singapuru
- University of Nottingham
- Uniwersytet Andyjski (Kolumbia)
- Uniwersytet Ekonomiczny w Wiedniu
- Uniwersytet Erazma w Rotterdamie
- Uniwersytet Techniczny Chalmersa
- Uniwersytet w Montevideo
- Uniwersytet w Trieście

## Rektorzy
- Wolfgang Peiner (2010-2012)[4]
- Thomas Strothotte (2013-2022)[5]
- Andreas Kaplan (od 2023)[6]